# La Barriguilla
La Barriguilla es un barrio perteneciente al distrito Cruz de Humilladero de la ciudad andaluza de Málaga (España). Según la delimitación oficial del ayuntamiento, limita al norte con el barrio de Camino de Antequera; al este, con los barrios de Portada Alta y Polígono Carretera de Cártama; al sur, con los barrios de Tiro de Pichón y Santa Cristina; y al oeste, con el barrio de Teatinos.

## Asociación de Vecinos La Barriguilla
Entidad que se crea con el objetivo de fomentar la participación ciudadana y aunar la voluntad y el esfuerzo de sus asociados en aras de alcanzar unos fines como son: Dar propuestas al distrito para mejorar la situación de la barriada y la creación de actividades para la unión de lazos entre los vecinos.

### Transporte
En autobús queda conectado mediante las siguientes líneas de la EMT: 
| Línea | Trayecto                                       | Recorrido | Frecuencia                                     |
| ----- | ---------------------------------------------- | --------- | ---------------------------------------------- |
| 14    | Paseo de la Farola - Teatinos                  | Recorrido | 11 minutos                                     |
| 20    | Alameda Principal - Universidad                | Recorrido | 10 minutos (15-17 minutos en época no lectiva) |
| 25    | Paseo del Parque - Santa Rosalía (Campanillas) | Recorrido | 13-17 minutos                                  |
| 31    | Alameda Principal - Mainake                    | Recorrido | 18-25 minutos                                  |
| N4    | Alameda Principal - Puerto de la Torre         | Recorrido | 23.30, 1.00 (Alameda) 0.15 (Pto. Torre)        |

Ya está disponible la estación de Portada Alta para acceder al metro y recorrer la línea 1, cuya trayectoria une la zona de la Malagueta y el Palacio de Justicia